# Mobile PBX

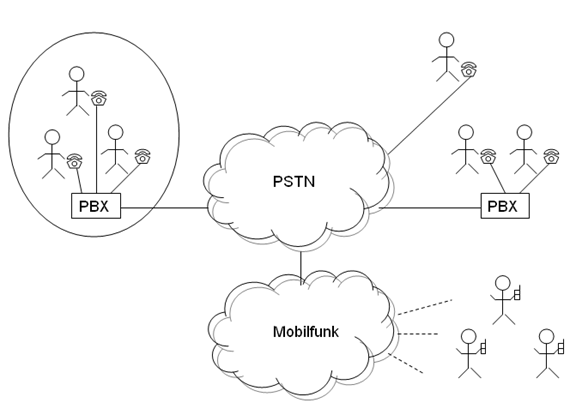
Herkömmliche Nebenstellenanlage

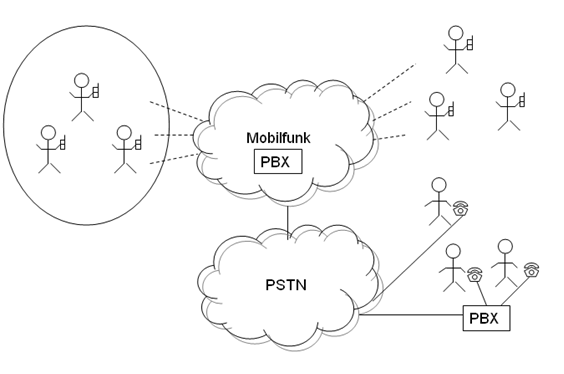
Mobile Nebenstellenanlage

Eine Mobile PBX (PBX = Private Branch Exchange) bzw. mobile Nebenstellenanlage ist eine mobilfunkbasierte Variante einer Telefonanlage. Somit ist eine Mobile PBX eine Vermittlungseinrichtung, die mehrere mobile Endgeräte sowohl untereinander als auch mit dem öffentlichen Telefonnetz verbindet. Sie stellt eine Erweiterung zu VPN und MSC Diensten dar.

## Prinzip
Bei einer mobilen Nebenstellenanlage werden dem Anwender typische Dienste einer herkömmlichen Telefonanlage (zum Beispiel Durchwahlen, Warteschleifen, Rufweiterleitung, Telefonkonferenzen, kostenloses Telefonieren angeschlossener Teilnehmer untereinander usw.) von einem Mobilfunkanbieter über dessen Mobilfunknetz zur Verfügung gestellt. Physische Anlagekomponenten beim Anwender (Telefonanschluss für jeden Arbeitsplatz, Verkabelung, ortsfeste Telefonanlage am Standort des Kunden etc.) entfallen. Vermittlungsplatzlösungen werden mittels spezieller Software zur Verfügung gestellt. Benötigt wird lediglich ein PC mit Breitbandanschluss. Mobile PBX Lösungen bieten daher eine flexible und kostengünstige Alternative zu herkömmlichen, ortsgebundenen Telefonanlagen.
Fortschrittliche Mobile PBX Lösungen unterstützen komplexe Funktionalitäten, die auf herkömmlichen Telefonanlagen nicht- oder nur mittels Spezialkonfiguration realisiert werden können. Dazu gehören Funktionen wie ein automatisierter Vermittlungsplatz, Internet Fax, Anrufsteuerung und -weitervermittlung per Software oder spezielle CRM Integrationsmöglichkeiten.

## Rahmenbedingungen

### Rufnummernportierung
Um bei einer Mobile PBX Lösung Festnetzanrufe am Mobiltelefon entgegennehmen zu können, wird die Festnetznummer des Anwenders in das Netz des Mobilfunkanbieters portiert. Verfügt der Anwender über keine eigene Festnetznummer, wird diese vom Mobilfunkanbieter, in der Regel kostenlos, zur Verfügung gestellt.

### Ortsfester Netzabschlusspunkt
Um die gesetzlichen Regelungen des Röchelrufs zu gewährleisten, muss bei Verwendung einer mobilen Nebenstellenanlage beim Anwender ein sogenannter ortsfester Netzabschlusspunkt (OFN) installiert werden. Dieser gewährleistet die Ortsgebundenheit der Festnetztelefonnummer. In der Regel wird dies durch ein fest installiertes Modem mit integrierter SIM-Karte bewerkstelligt. Eine aktive und mobile Nutzung einer Festnetznummer ist in Österreich nicht zulässig, d. h. beim Rufempfänger wird bei Anrufen vom Mobiltelefon stets die Mobilfunknummer (und nicht die Festnetznummer) angezeigt.

## Vorteile
- Keine zahlenmäßige Anschlussbegrenzung wie bei strukturierten Telefonanlagen
- Nahezu unbegrenzte Erweiterungsmöglichkeit
- Große Flexibilität
- Kostenloses Telefonieren der Teilnehmer untereinander
- Geringere Kapitalbindung (keine Anschaffungskosten für physische Anlagenkomponenten, keine laufenden Kosten für Wartungs- oder Mietverträge)
- Keine Raum- und Stromkosten
- Dienstmerkmale werden transparent zur Verfügung gestellt
- Durch flächendeckendes Mobilfunknetz sind Teilnehmer immer und überall erreichbar

## Nachteile
- Begrenzter Einfluss und Kontrolle auf das System
- Vorgegebene Standardfeaturesets erlauben nur begrenzte individuelle Sonderkonfigurationen
- Quality of Service (QoS) und Leistungsmerkmale abhängig vom Mobilfunkanbieter
- Unterschiedliche Leistungs- und Preisniveaus der verschiedenen Anbieter

## Produktvarianten
Am Markt werden mobilen Nebenstellenanlagen in verschiedenen Ausführungen angeboten. In Österreich bietet A1 Telekom Austria eine Lösung für mittelständische Unternehmen. Orange und Magenta Telekom bieten Lösungen für alle Unternehmensgrößen. Orange, Drei und Magenta Telekom bieten auch Basislösungen ohne Vermittlungsplatz für kleinere Unternehmen (sogenannten mobilen Festnetzersatz).

## Verbreitung
Momentan sind ca. 12 % aller Centrex basierten Nebenstellenanlagen Mobile PBX Lösungen. Federführend in der Implementierung mobiler Nebenstellenanlagen sind skandinavische Länder, vor allem Norwegen und Schweden.